# Alex Joffé
Alexandre (Alex) Joffé (Alexandrië, 18 november 1918 - Parijs, 18 augustus 1995) was een Franse filmregisseur en scenarist.

## Biografie
Hij begon zijn filmcarrière als assistent-operator bij cinematografen zoals Michel Kelber en Henri Alekan. Daarna werd hij secretaris van de scenarist Jean Aurenche en begon hij mee te werken aan filmscenario's. Na de Tweede Wereldoorlog werd hij beroepsschrijver en maakte hij in 1946 zijn regiedebuut met de film Six heures à perdre, een samenwerking met Jean Lévitte. Hij regisseerde slechts een dozijn films, waarvoor hij meestal ook het scenario schreef. Hij maakte zowel komedies als politiefilms. Hij werkte zes keer samen met Bourvil, onder meer voor zijn bekendste films: Les hussards, een tijdens de Italiaanse Veldtocht van 1796-1797 gesitueerde historische komedie, Fortunat, een tijdens de Tweede Wereldoorlog gesitueerd melodrama met Michèle Morgan, en Les Cracks, een komedie gesitueerd in de beginjaren van de wielersport. 
Alex Joffé is de vader van de regisseur Arthur Joffé.

## Filmografie

### Regisseur
- 1946: Six heures à perdre met André Luguet en Denise Grey
- 1953: Lettre ouverte met Robert Lamoureux en Geneviève Page
- 1955: Les hussards met Bourvil, Bernard Blier, Louis de Funès en Georges Wilson
- 1956: Les Assassins du dimanche met Barbara Laage, Dominique Wilms en Jean-Marc Thibault
- 1957: Les Fanatiques met Pierre Fresnay en Michel Auclair
- 1959: Du rififi chez les femmes met Robert Hossein, Roger Hanin en Silvia Monfort
- 1960: Fortunat met Bourvil en Michèle Morgan
- 1961: Le Tracassin ou Les Plaisirs de la ville met Bourvil en Pierrette Bruno
- 1962: Les Culottes rouges met Bourvil en Laurent Terzieff
- 1965: Pas question le samedi met Robert Hirsch
- 1965: La Grosse Caisse met Bourvil en Paul Meurisse
- 1968: Les Cracks met Bourvil, Robert Hirsch en Monique Tarbès

### Scenarist
- 1943: Ne le criez pas sur les toits
- 1944: Florence est folle
- 1945: Adieu chérie met Danielle Darrieux
- 1946: Tant que je vivrai
- 1946: Christine se marie
- 1946: La Fille du diable
- 1946: L'assassin n'est pas coupable
- 1947: Six heures à perdre
- 1948: El Supersabio
- 1949: El Mago
- 1949: Millionnaires d'un jour
- 1950: Le 84 prend des vacances
- 1950: Trois Télégrammes
- 1951: Nous irons à Monte-Carlo en Monte Carlo Baby (Engelstalige versie)
- 1951: Sans laisser d'adresse
- 1951: Seul dans Paris
- 1953: Taxi
- 1953: Lettre ouverte
- 1953: Femmes de Paris
- 1954: L'Aventurier de Séville
- 1955: Les hussards
- 1956: Les Assassins du dimanche
- 1956: Je reviendrai à Kandara
- 1957: Les Fanatiques
- 1959: Du rififi chez les femmes
- 1960: Fortunat
- 1961: Le Tracassin ou Les Plaisirs de la ville
- 1962: Les Culottes rouges
- 1965: Pas question le samedi
- 1965: La Grosse Caisse
- 1968: Les Cracks

### Acteur
- 1957: Amour de poche van Pierre Kast
- 1960: Tirez sur le pianiste van François Truffaut
- 1986: Hôtel du Paradis van Jana Bokova